# Alexander Gonda
Alexander Gonda (Tennesburg, 5 april 1905 – Berlijn, 1977) was een uit Hongarije afkomstige Duitse beeldhouwer en auteur.

## Leven en werk
Gonda was als beeldhouwer werkzaam in Berlijn en ontving in 1953 in de sectie beeldende kunst de Berliner Kunstpreis. Naast kunstenaar was hij ook auteur, maar Gonda is vooral bekend geworden als hoogleraar beeldhouwkunst aan de Hochschule für bildende Künste Berlin-Charlottenburg.

## Enkele werken in Berlijn
- 1958 : Brunnen, Budapester Straße in Berlin-Tiergarten
- 1964 : Sakrale Form, Breitscheidplatz bij de Kaiser-Wilhelm-Gedächtniskirche in Berlin-Charlottenburg
- 1966 : Brunnenstele, Kurfürstenstraße/Burggrafenstraße in Berlin-Tiergarten
- 1967 : diverse Eternitobjekte, Eternithaus in Berlin-Hansaviertel (vermoedelijk van Alexander Gonda)
- 1969 : Ensemble, Freie Universität aan de Thielallee in Berlin-Zehlendorf

## Fotogalerij

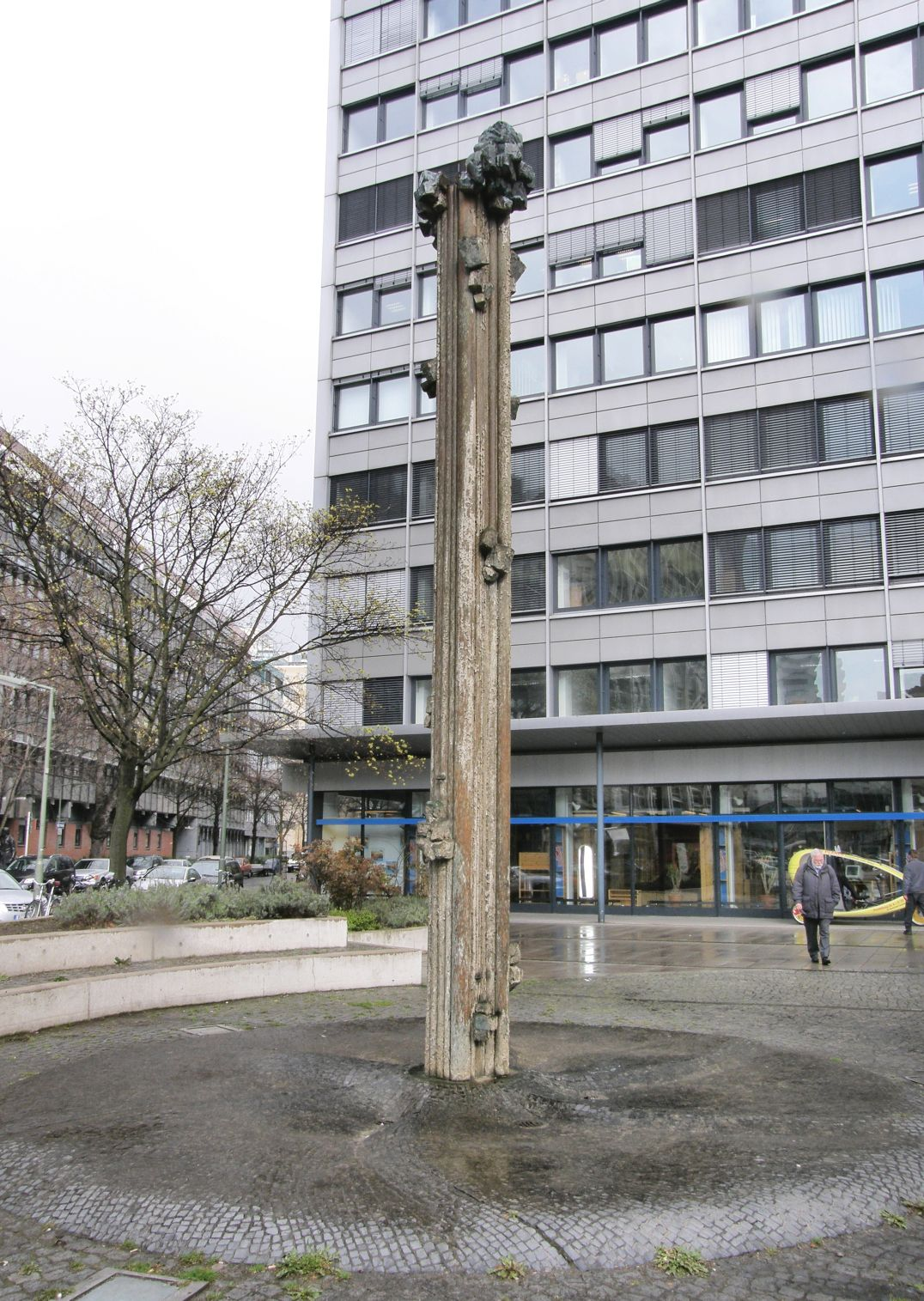
Brunnenstele (1966)
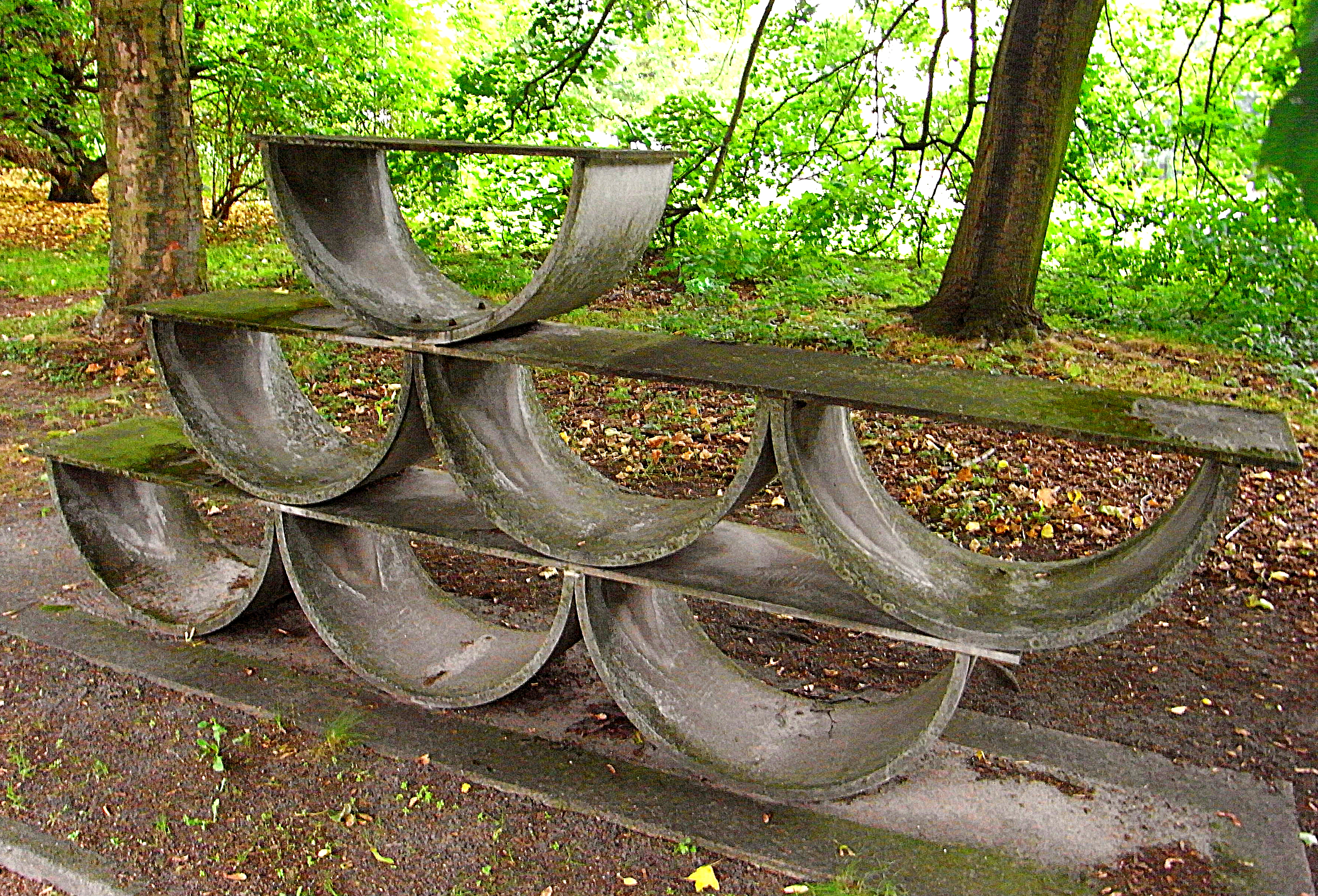
Eternitobjekt (1967)
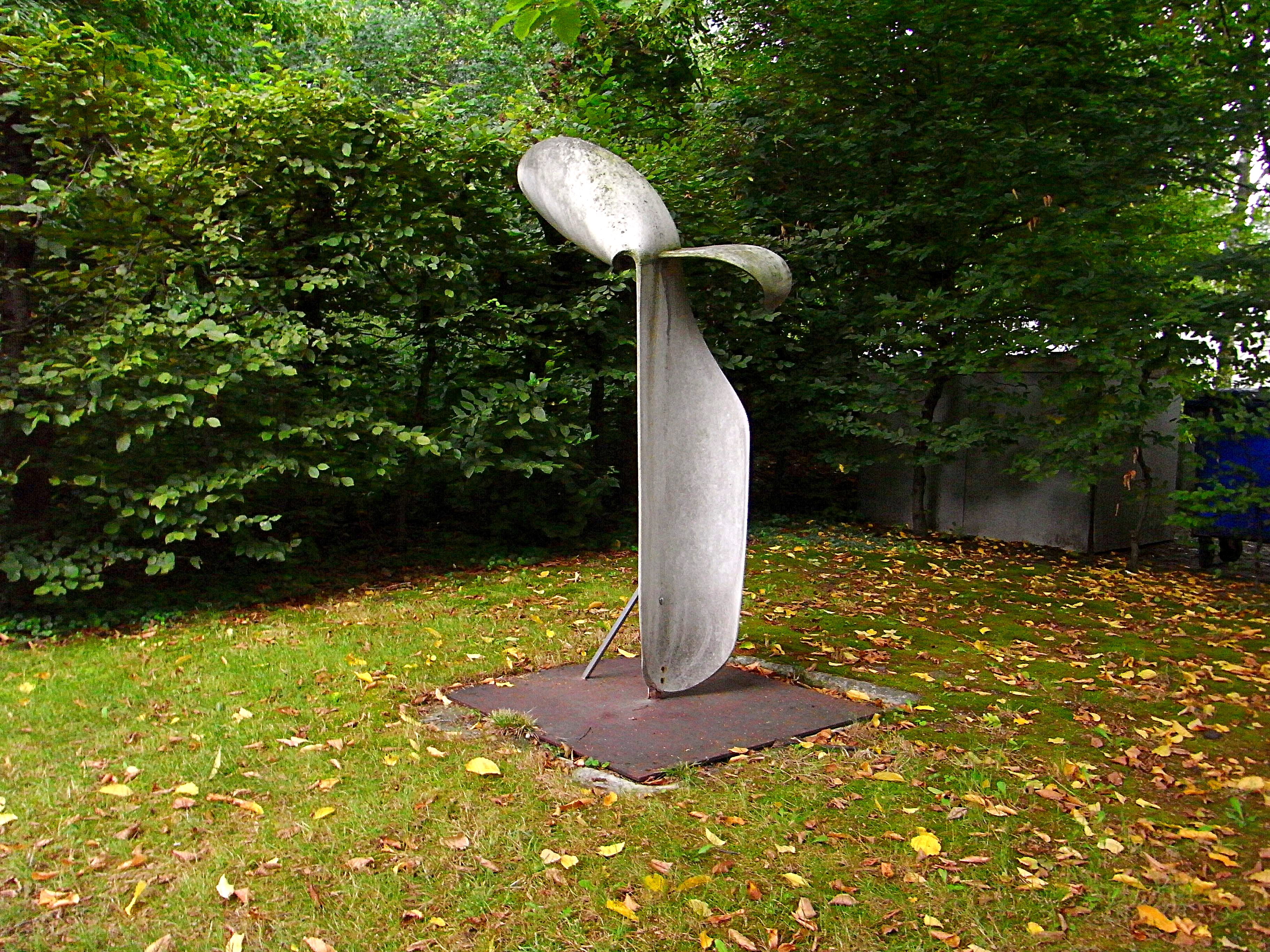
Eternitobjekt (1967)
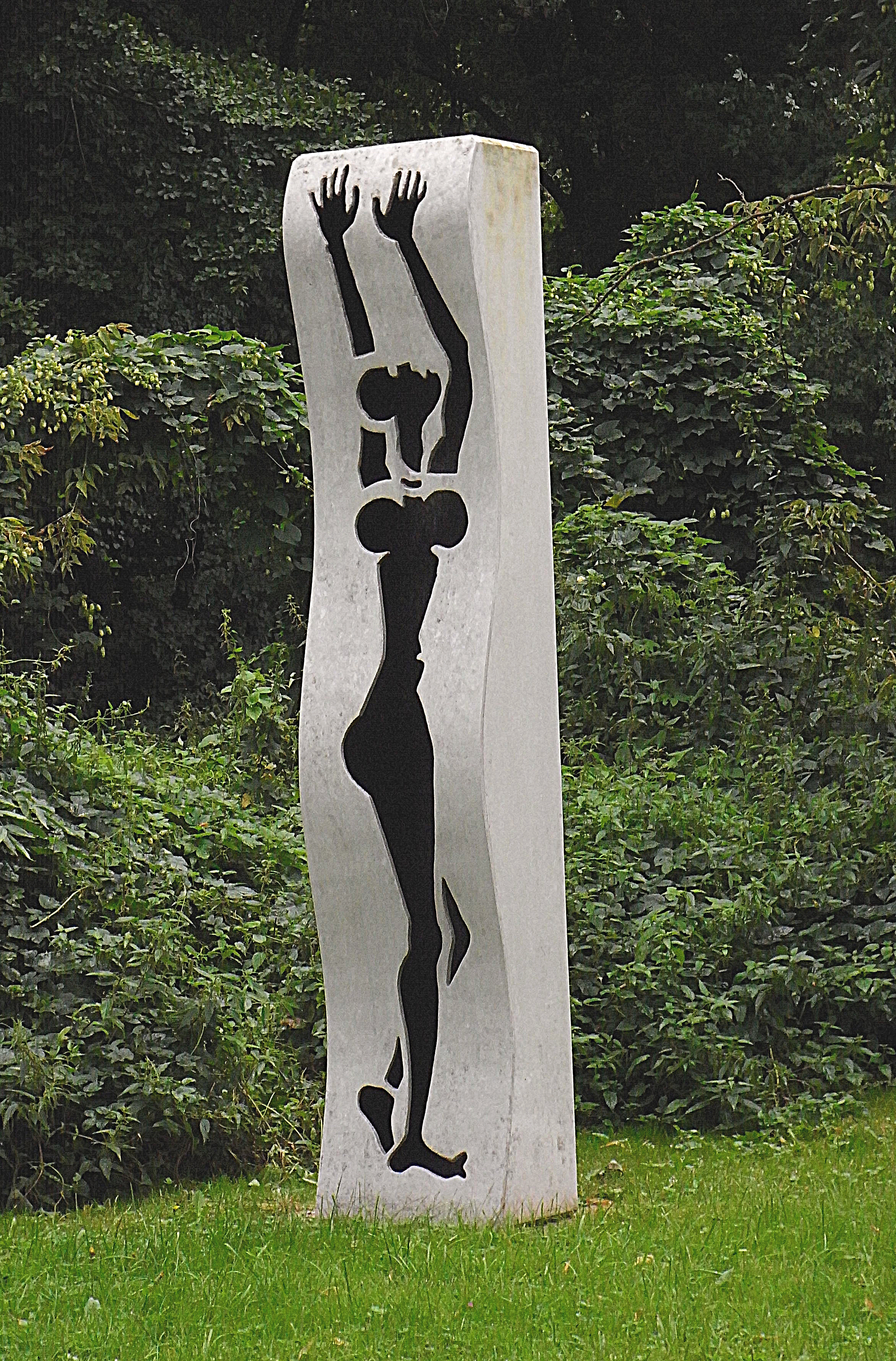
'Silhouette einer Tänzerin (1967)

## Enkele publicaties
- 1947 : Der arme Kentaur, Der Neue Geist Verlag, Berlijn
- 1948 : Vom süssen und sauren Kitsch, Der neue Geist Verlag, Berlijn
- 1952 : Das grüne Strumpfband, Aufwärts Verlag, Berlijn